# Lake St. Croix Beach (Minnesota)
Lake St. Croix Beach es una ciudad ubicada en el condado de Washington en el estado estadounidense de Minnesota. En el Censo de 2010 tenía una población de 1051 habitantes y una densidad poblacional de 412,39 personas por km².

## Geografía
Lake St. Croix Beach se encuentra ubicada en las coordenadas 44°55′28″N 92°45′55″O / 44.92444, -92.76528. Según la Oficina del Censo de los Estados Unidos, Lake St. Croix Beach tiene una superficie total de 2.55 km², de la cual 1.42 km² corresponden a tierra firme y (44.41%) 1.13 km² es agua.

## Demografía
Según el censo de 2010, había 1051 personas residiendo en Lake St. Croix Beach. La densidad de población era de 412,39 hab./km². De los 1051 habitantes, Lake St. Croix Beach estaba compuesto por el 95.24% blancos, el 0.19% eran afroamericanos, el 0.29% eran amerindios, el 0.95% eran asiáticos, el 0% eran isleños del Pacífico, el 0.48% eran de otras razas y el 2.85% pertenecían a dos o más razas. Del total de la población el 2.66% eran hispanos o latinos de cualquier raza.